# Ximenia caffra
Ximenia caffra é uma pequena árvore ou pequeno arbusto que é pouco ramificado. Faz parte da família Olacaceae, nativa em todas as regiões tropicais. Em particular, é nativa de regiões do sudeste da África, principalmente Botsuana, Quénia, Malawi, Moçambique, África do Sul, Tanzânia, Uganda, Zâmbia e Zimbábue. Os frutos são geralmente azedos, com quantidades significativas de potássio. A árvore em si é bastante resistente, com resistência à geada e tolerância à seca. A árvore, a fruta, a semente, as folhas e as raízes são todas usadas para consumo humano.